# Wysoczka (Piła)
Pour les articles homonymes, voir Wysoczka.
Wysoczka (prononciation : [vɨˈsɔt͡ʂka]) est un  village polonais de la gmina de Wysoka dans le powiat de Piła de la voïvodie de Grande-Pologne dans le centre-ouest de la Pologne.
Il se situe à environ 2 kilomètres au sud de Wysoka (siège de la gmina), 25 km à l'est de Piła (siège du powiat), et à 88 km au nord de Poznań (capitale de la Grande-Pologne).

## Histoire
De 1975 à 1998, le village faisait partie du territoire de la voïvodie de Piła.

Depuis 1999, Wysoczka est situé dans la voïvodie de Grande-Pologne.
Le village possède une population de 190 habitants en 2012.